# Hipoksija
Hipoksija (lat. hypoxia) je stanje smanjene količine kisika u stanicama i tkivu što uzrokuje poremećaj u funkcioniranju organa, sustava i stanica.
Anoksemija je pojava pomankanja kisika u krvi, te ima uzrok na funkcioniranje organizma.

## Uzroci
Uzroci nastanka hipoksije uključuju sljedeće:
- Nedovoljna količina kisika u udahnutom zraku
  - Nedovoljna količina kisika u atmosferi uzrokuje pad parcijalnog tlaka kisika u udahnutom zraku, a smanjuje oksigenaciju hemoglobina u plućnim kapilarama. U svim etapama transporta kisika u organizmu njegove su vrijednosti smanjene (nastaje zbog zagađenja atmosfere ispušnim plinovima, parama, dimom i drugim isparinama, tijekom boravaka na visokim planinama (kod alpinista), tijekom nezgoda u rudnicima i podzemnim jamama, kesonima u zrakoplovstvu, svemirskim letovima, podvodnim aktivnostima itd.)
  - Hipoventilacija uzrokuje smanjenu ventilaciju i pad parcijalnog tlaka kisika u alveolama što rezultira smanjenim zasićenjem hemoglobina kisikom i često je praćena hiperkapnijom, (izazvana je oštećenjem rada dišnog centra, oštećenjem motornih putova u kralježničnoj moždini, slabošću muskulature grudnog koša zbog miastenije ili trovanja kurareom itd.)
  - Eksperimentalna hipoksija koju karakterizira umjetno izazvan pad parcijalnog tlaka atmosferskog zraka koji se postiže u strogo kontroliranim uvjetima pod nadzorom liječnika razrjeđenjem zraka u barokomorama ili udisanjem otopine plinova sa smanjenom količinom kisika kod čovjeka ili životinja (npr. 90% dušika i 10% kisika).
- Bolesti pluća
  - Suženje promjera dišnih putova (izazvano spazmom, otokom sluzokože, sekretom, stranim tijelima ili tumoroznim izraslinama),
  - Smanjena razmjena kisika kroz alveolarnu membranu (zbog njezina zadebljanja, prisustva sekreta i krvi u alveolama i smanjenja površine alveolarne membrane izvana; odstranjenjem dijela pluća iz funkcije nakon operativnih zahvata na plućima zbog tuberkuloze, tumora i emfizema.
  - Desno-lijevi srčani Santovi. Oko 1% krvi iz sustavne cirkulacije zaobilazi oksigenaciju u plućima i prelazi direktno u plućne vene što smanjuje zasićenje krvi u njima kisikom. U slučaju urođenih poremećaja na srcu i velikim krvnim žilama navedeni je postotak znatno veći, a zasićenje krvi kisikom vrlo slabo (fenomen blue baby). Ovoj grupi pripada i poremećaj plućne cirkulacije praćen miješanjem neoksigenirane (venske) krvi s (arterijskom) oksigeniranom krvi.
- Poremećaj transporta kisika do tkiva i stanica
  - Anemije i poremećaja u strukturi hemoglobina
  - Opća insuficijencija cirkulacije, praćena smanjenjem minutnog volumena srca (srčani zastoj, poremećaj ritma srca),
  - Poremećaja periferne cirkulacije (izazvan spazmom, tromboze, arteriosklerozom, embolijom, upalnim procesima perifernih krvnih žila). Kod ove hipoksije dolazi do tkivne asfiksije zbog niskog parcijalnog tlaka kisika i visoke vrijednosti ugljičnog dioksida.
  - Otok tkiva
- Nesposobnost tkiva i stanica da koriste kisik
  - trovanjem izazvanim oštećenjem metaboličkih procesa u stanici,
  - Nedostatak staničnih enzima izazvan smanjenom količinom vitamina B.
- Nesklad između količine i potreba stanica za kisikom izazvan velikom potrošnjom kisika.

## Klasifikacija hipoksije koja se primjenjuje u kliničkoj praksi
- Hipoksična hipoksija - označava sve vrste hipoksije kod kojih do alveola ne stiže dovoljna količina kisika
- Anemijska hipoksija - označava sva stanja koja su izazvana oštećenjem transporta kisika hemoglobinom (zbog nedovoljnih količina ili kemijskih oštećenja strukture hemoglobina)
- Zastojna (cirkulacijska) hipoksija - označava hipoksična stanja izazvana oštećenjem cirkulacije koje ometa dopremanje kisika do stanica i tkiva.
- Histotoksična (tkivna) hipoksija - označava hipoksična stanja u kojima se stanice ne mogu koristi kisikom unatoč dovoljnoj količini istoga u tkivima zbog oštećenja oksidacijskih enzima u stanicama izazvanog trovanjem (cijanidima, nekim anesteticima itd.) ili nedostatkom vitamina B. Kod ove hipoksije u venskoj je krvi povišena količina kisika jer ga tkiva ne iskorištavaju.
- Hipoksija zbog prekomjerne potrošnje kisika (fiziološka hipoksija) - nastaje zbog velike potrošnje kisika pri ekstremnom mišićnom radu i može se javiti kod sportaša i fizičkih radnika.

## Ostale podjele hipoksije
Prema brzini nastajanja, hipoksija može biti:
- Perakutna, a kao poseban oblik iste pojavljuje se eksplozivna (dekompresijska) hipoksija koja nastaje kada se u vremenu manjem od 1 sekunde parcijalni tlak atmosferskog zraka smanji na 100 mm živinog stuba ili manje, a srećemo je u zrakoplovstvu i astronautici zbog narušavanja hermetičnosti kabinskog prostora (eksplozivna dekompresija) i u eksperimentalnim uvjetima na ljudima i životinjama u dvokomornim hipobaričnim barokomorama.
- Akutna
- Postepena

| Visina u metrima | Zadesna hipoksija | Eksplozivna dekompresija |
| ---------------- | ----------------- | ------------------------ |
| 6.706            | 10 min            | 5 min                    |
| 7.620            | 3 min             | 2 min                    |
| 10.644           | 75 sec            | 30 sec                   |
| 12190            | 30 sec            | 23 sec                   |
| 16.760           | 15 sec            | 15 sek                   |

 Prema trajanju, hipoksija može biti:
- Stalna (kontinuirana)
- Povremena (intermitentna), karakterizira je naizmjenično smjenjivanje hipoksije s razdobljem normalne opskrbe krvi kisikom (normoksija)

## Djelovanje hipoksije na organizam
Djelovanje hipoksije na organizam ovisi o brzini nastanka, težini i trajanju, a karakteriziraju je: 
- Smanjenje mentalne moždane aktivnosti; od slabog pamćenja, zaboravljivosti, usporenog tok misli, pospanosti, euforije, glavobolje i mučnine, sve do pojave trzaja, konvulzija i kome
- Smanjenje radne sposobnosti muskulature; manifestira se usporenim hodom, osjećajem nemoći, oslabljenim i usporenim refleksima lošom koordinacijom motoričkih pokreta akomodacije oka,
- Depresija respiratornog centra; prati je gubitak svijesti, koma i smrt

## Vazokonstrikcija i vazodilatacija
U većini tkiva u organizmu kao reakcija na hipoksiju javlja se vazodilatacija (proširenje promjera) krvnih žila. Širenje krvnih žila omogućava priljev veće količine krvi u tkiva što donekle kompenzira hipoksiju.
Nasuprot tome, plućna cirkulacija odgovora na hipoksiju vazokonstrikcijom (suženjem promjera) krvnih žila. Ova je pojava poznata kao hipoksična plućna vazokonstrikcija  ili
HPV.